# Antoni Barceló

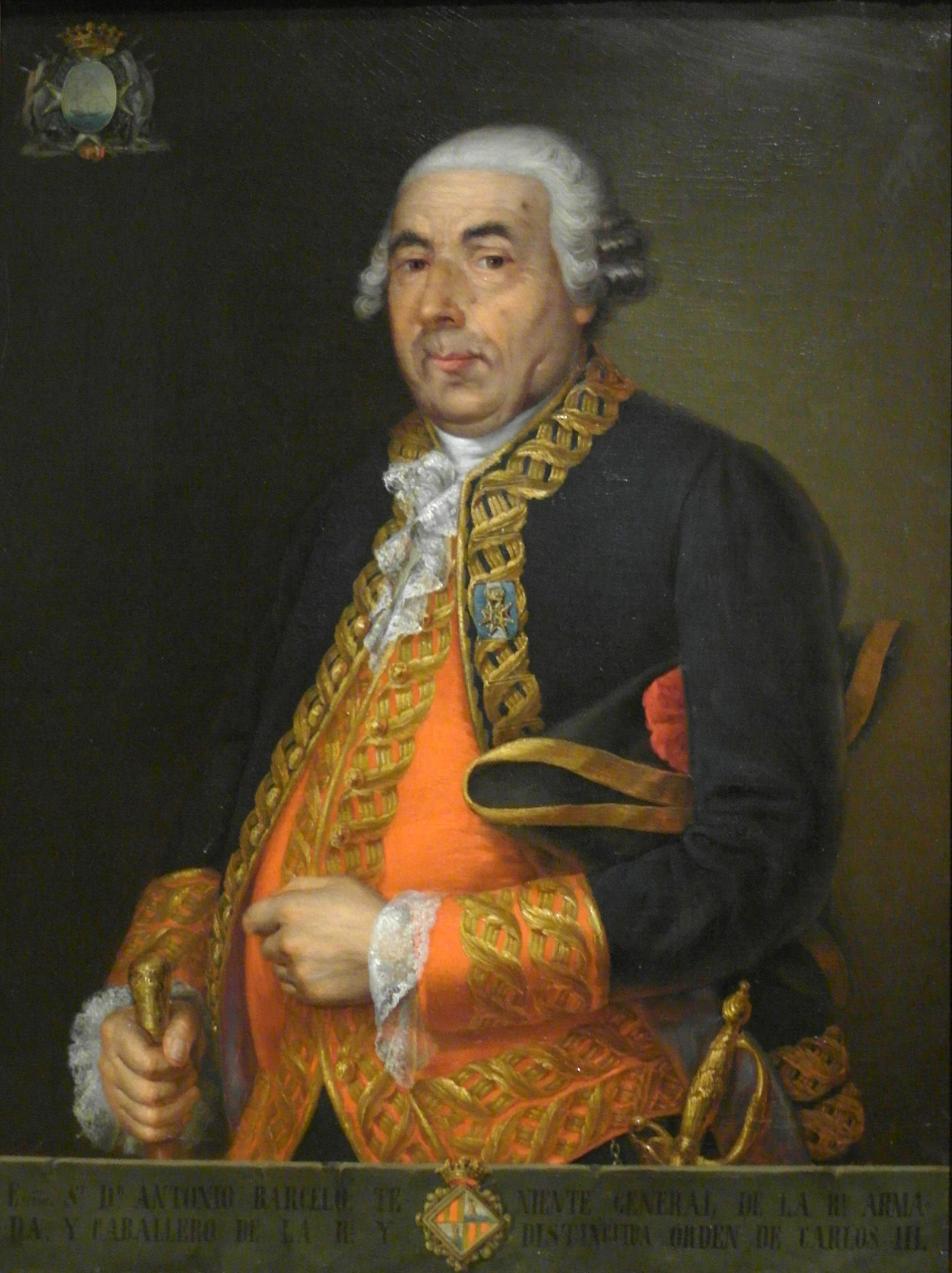
Dom Barcelo

Antoni Barceló i Pont de la Terra (spanisch auch Antonio Barceló; * 1. Oktober 1717 in Galilea; † 30. Januar 1797 in Palma) war ein mallorquinischer Seefahrer und Korsar im Dienst der spanischen Krone.

## Leben
Dom Barcelo kam am 1. Oktober 1717 in dem mallorquinischen Dorf Galilea zur Welt. Zunächst Schiffsjunge, übernahm er mit 18 Jahren von seinem verstorbenen Vater die Schebeke, mit der er Post zwischen Palma de Mallorca und Barcelona beförderte. Mit 19 Jahren wurde Barceló erstmals Opfer eines Überfalls von Piraten, die er jedoch in die Flucht schlagen konnte. Weil er sich immer wieder erfolgreich gegen Piraten wehrte, wurde er mit 21 von König Philipp V. zum Fregattenleutnant ehrenhalber ernannt. Diesen Titel hatte niemals zuvor ein Bürgerlicher erhalten.
Mit 24 Jahren erhielt der Postschiffer vom balearischen Flottenkommandanten José Vallejo einen ungewöhnlichen Befehl: Barceló sollte einen französischen Kutter verfolgen, auf dem der Dragoner Manuel Bustillo gemeinsam mit der Nonne Margarita de Valseda geflüchtet war. Barceló brachte den Kutter auf und Bustillo wurde auf dem Paseo del Borne in Palma enthauptet. Valseda brachte die restlichen 40 Jahre im Kloster zu. Für seine Verdienste erteilte der König Barceló das Korsarenpatent (patente de corso), den Freibrief, feindliche Schiffe im Namen der Krone zu kapern.
1750 musste Barceló im Auftrag des Königs der spanischen Schebeke Santo Cristo del Crucifijo zu Hilfe kommen, die in Cala Figuera von einer maurischen Galeote bedroht wurde. Barceló verfolgte die Galeote vom Cap Formentor bis Cabrera, wo er sie versenken konnte. 1761 beförderte der König Barceló zum Fregattenkapitän und gestand ihm staatlichen Sold zu. Barcelóna versenkte in den kommenden acht Jahren 19 feindliche Schiffe, machte 1.600 Gefangene und befreite mehr als tausend christliche Sklaven aus der Gefangenschaft maurischer Piraten. 1770 legte er den gefürchteten Piraten Selim in Ketten.
Bei der Blockade des von Engländern besetzten Gibraltar 1779 kam Barceló auf die Idee, kleine Ruderboote mit Kanonen auszurüsten. Er gilt in Spanien als Erfinder der frühen Kanonenboote. Als Barceló mit 66 Jahren in den Rang eines Generalleutnants erhoben wurde, war er bereits taub vom Kanonendonner.
Als Flottenkommandant leitete Barceló Strafexpeditionen gegen die Korsarenrepublik Algier. 1793 gelang es ihm, zehn Prozent der Stadt zu zerstören und dabei selbst weitgehend ohne Verluste zu bleiben. Bei einem weiteren Angriff auf Algier fiel Barceló von seinem Boot ins Meer, konnte aber gerettet werden. Die Nordafrikaner erlitten so große Verluste, dass Algerien und Tunesien in Friedensverhandlungen mit Spanien traten. Das Ende der Piraterie im Mittelmeer war eingeläutet.
Antoni Barceló starb 1797 in seinem Haus in Caimari und liegt heute in der Seefahrerkirche Santa Creu in Palma begraben. Ein Standbild Barcelós im Hafen der Stadt, nahe der Anlegestelle für Fährschiffe, erinnert heute an den Seefahrer.

## Sonstiges
In Spanien ist zu Barceló ein Kinderreim bekannt:
“Si el Rey de España tuviera, cuatro como Barceló, Gibraltar sería de España, que de los Ingleses no.” -
Übersetzung: „Hätte der König von Spanien, Vier vom Schlag eines Barceló, So gehörte Gibraltar zu Spanien, Und nicht den Engländern.“